# Тирунелвели

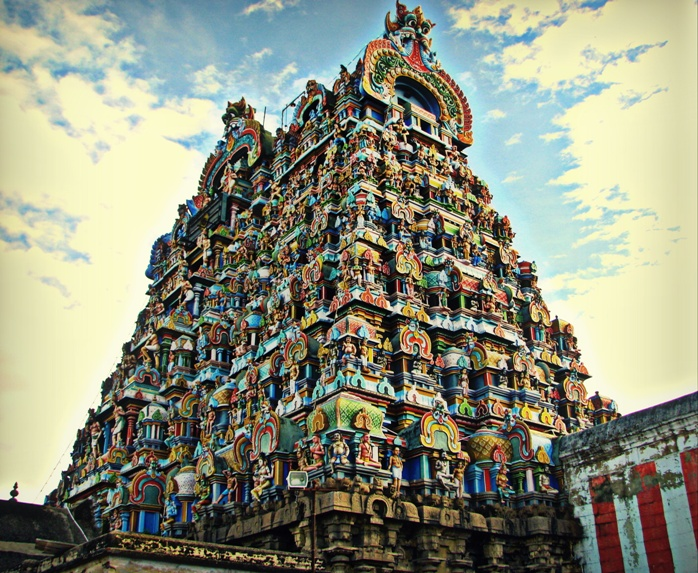
Храм Неллаиапара в Ти́рунелве́ли

Тирунелвели, также Тинневелли, Тиннивеллли (англ. Tirunelveli), там. திருநெல்வேலி) — город в индийском штате Тамилнад. Административный центр округа Тирунелвели. Средняя высота над уровнем моря — 47 метров. По данным всеиндийской переписи 2001 года, в городе проживало 411 298 человек, из которых мужчины составляли 49 %, женщины — соответственно 51 %. Уровень грамотности взрослого населения составлял 78 % (при общеиндийском показателе 59,5 %). Уровень грамотности среди мужчин составлял 83 %, среди женщин — 73 %. 10 % населения было моложе 6 лет.